# Apalis rufogularis
Apalis rufogularis là một loài chim trong họ Cisticolidae.